# 黄家坝站
黄家坝站（站牌上彝文站名写作ꉷꏤꀡ/huo jiet bap）是一个成昆铁路上的铁路车站，位于四川省凉山彝族自治州德昌县麻栗镇，建于1970年，目前为四等站，邮政编码为615500。目前客运：办理旅客乘降；不办理行李、包裹托运；货运：办理整车货物发到。